# 前田町 (名古屋市)
前田町（まえだちょう）は、愛知県名古屋市瑞穂区の地名。現行行政地名は前田町1丁目から前田町3丁目。住居表示未実施地域。

## 地理
名古屋市瑞穂区中央部に位置する。東は瑞穂通、南は牧町、北は本願寺町に接する。

## 歴史

### 町名の由来
瑞穂町の小字名「北前田（きたまえた）」及び「東前田（ひかしまえた）」の名称による。薬師寺の前にあった耕作地を「前田」と称したことに由来する。薬師寺は現在の本願寺町に位置する寺で、その創建は1672年以前に遡るという。

### 行政区画の沿革
- 1945年（昭和20年）9月26日 - 瑞穂区瑞穂町字中ノ口・薩摩・西ノ割・山畑・楠・田光・六平・北前田・西牧・中牧・東牧・東前田・十六ノ下の各一部により、同区前田町1〜3丁目として成立[1]。
- 1951年（昭和26年）8月15日 - 瑞穂区瑞穂町字中ノ口の一部を1丁目に編入[1]。また、1丁目の一部が豊岡通1丁目に編入される[10]。
- 1952年（昭和27年）4月15日 - 1丁目の一部が豊岡通1丁目に編入される[10]。

## 世帯数と人口
2019年（平成31年）3月1日現在の世帯数と人口は以下の通りである。
| 町丁   | 世帯数  | 人口  |
| ------ | ------- | ----- |
| 前田町 | 331世帯 | 731人 |

### 人口の変遷
国勢調査による人口の推移
| 1950年（昭和25年） | 865人   | [ 11 ] |  |
| 1955年（昭和30年） | 1,007人 | [ 11 ] |  |
| 1960年（昭和35年） | 1,201人 | [ 12 ] |  |
| 1965年（昭和40年） | 1,191人 | [ 12 ] |  |
| 1970年（昭和45年） | 1,240人 | [ 13 ] |  |
| 1975年（昭和50年） | 1,207人 | [ 13 ] |  |
| 1980年（昭和55年） | 1,037人 | [ 14 ] |  |
| 1985年（昭和60年） | 926人   | [ 14 ] |  |
| 1990年（平成2年）  | 869人   | [ 15 ] |  |
| 1995年（平成7年）  | 843人   | [ 16 ] |  |
| 2000年（平成12年） | 807人   | [ 17 ] |  |
| 2005年（平成17年） | 768人   | [ 18 ] |  |
| 2010年（平成22年） | 756人   | [ 19 ] |  |

## 学区
市立小・中学校に通う場合、学校等は以下の通りとなる。また、公立高等学校に通う場合の学区は以下の通りとなる。
| 番・番地等 | 小学校               | 中学校                 | 高等学校 |
| ---------- | -------------------- | ---------------------- | -------- |
| 全域       | 名古屋市立瑞穂小学校 | 名古屋市立津賀田中学校 | 尾張学区 |

## 施設
- 真言宗豊山派蓮花院[7]

## その他

### 日本郵便
- 郵便番号 : 467-0815[4]（集配局：瑞穂郵便局[22]）。